# Fagaropsis
Fagaropsis es un género con seis especies de plantas de flores perteneciente a la familia Rutaceae.

## Especies seleccionadas
- Fagaropsis angolensis
- Fagaropsis gillettii
- Fagaropsis glabra
- Fagaropsis hildebrandtii
- Fagaropsis oppositifolia
- Fagaropsis velutina